# Cricău (gmina)
Cricău – gmina w Rumunii, w okręgu Alba. Obejmuje miejscowości Craiva, Cricău i Tibru. W 2011 roku liczyła 1912 mieszkańców.

## Demografia
Skład etniczny według spisu z 2011 roku:
- Rumuni – 1807 (94,51 %)
- Romowie – 28 (1,46 %)
- Węgrzy – 4 (0,21 %)
- nieokreślona przynależność – 70 (3,66 %)